# El Cedro (Tabasco)
El Cedro es una localidad del municipio de Nacajuca ubicado en la subregión centro del estado mexicano de Tabasco.

## Geografía
La localidad de El Cedro se sitúa en las coordenadas geográficas 18°02′34″N 92°56′35″O / 18.042778, -92.943056, a una elevación de 6 metros sobre el nivel del mar.

## Demografía
Según el Conteo de Población y Vivienda 2020, efectuado por el Instituto Nacional de Estadística y Geografía, la localidad de El Cedro tiene 6,165 habitantes, de los cuales 2,971 son del sexo masculino y 3,194 del sexo femenino. Su tasa de fecundidad es de 1.7 hijos por mujer y tiene 1,878 viviendas particulares habitadas.
| Gráfica de evolución demográfica de El Cedro entre 1940 y 2020 |
|                                                                |
| INEGI.                                                         |